# 0523
0523 è il prefisso telefonico del distretto di Piacenza, appartenente al compartimento di Bologna.
Il distretto comprende la provincia di Piacenza. Confina con i distretti di Pavia (0382), di Codogno (0377) e di Cremona (0372) a nord, di Fidenza (0524) a est, di Fornovo di Taro (0525) a sud-est, di Rapallo (0185) e di Genova (010) a sud, di Novi Ligure (0143), di Alessandria (0131), di Voghera (0383) e di Stradella (0385) a ovest.

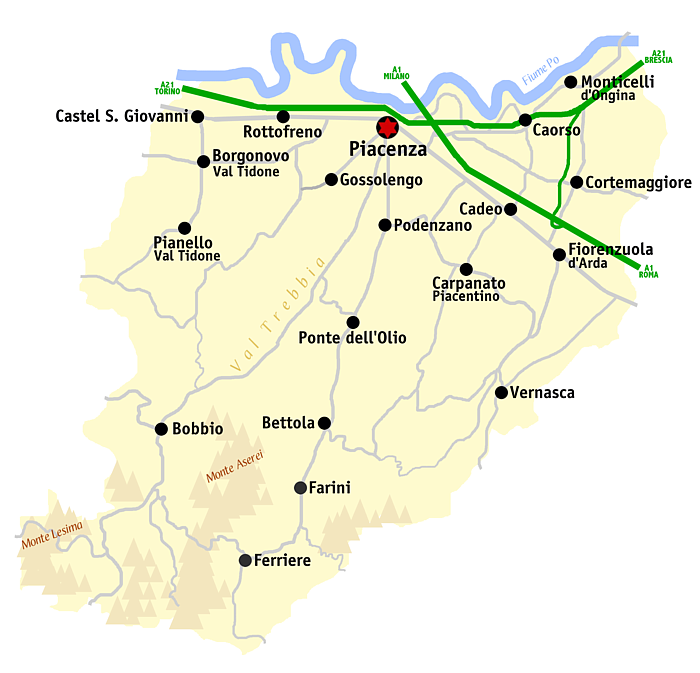
La provincia piacentina, corrispondente al prefisso telefonico 0523

## Aree locali e comuni
Il distretto di Piacenza comprende tutti i 48 comuni della provincia omonima, compresi nelle 5 aree locali di Bettola (ex settori di Bettola, Bobbio, Ponte dell'Olio e Rivergaro), Castel San Giovanni (ex settori di Agazzano, Castel San Giovanni e Pianello Val Tidone), Fiorenzuola d'Arda (ex settori di Carpaneto Piacentino, Fiorenzuola d'Arda e Lugagnano Val d'Arda), Monticelli d'Ongina (ex settori di Cortemaggiore e Monticelli d'Ongina) e Piacenza. I comuni compresi nel distretto sono: Agazzano, Alseno, Besenzone, Bettola, Bobbio, Borgonovo Val Tidone, Cadeo, Calendasco, Caminata, Caorso, Carpaneto Piacentino, Castel San Giovanni, Castell'Arquato, Castelvetro Piacentino, Cerignale, Coli, Corte Brugnatella, Cortemaggiore, Farini, Ferriere, Fiorenzuola d'Arda, Gazzola, Gossolengo, Gragnano Trebbiense, Gropparello, Lugagnano Val d'Arda, Monticelli d'Ongina, Morfasso, Nibbiano, Ottone, Pecorara, Piacenza, Pianello Val Tidone, Piozzano, Podenzano, Ponte dell'Olio, Pontenure, Rivergaro, Rottofreno, San Giorgio Piacentino, San Pietro in Cerro, Sarmato, Travo, Vernasca, Vigolzone, Villanova sull'Arda, Zerba e Ziano Piacentino.